# Esclerosi lateral amiotròfica
L'esclerosi lateral amiotròfica (ELA), de vegades anomenada malaltia de Lou Gehrig, és una malaltia neurològica progressiva, invariablement letal, que ataca les cèl·lules nervioses (neurones) encarregades de controlar els músculs voluntaris. Aquesta malaltia pertany a un grup anomenat malalties de les motoneurones, caracteritzades per la degeneració gradual i mort d'aquest tipus de neurones.
Les neurones motores són les cèl·lules nervioses localitzades al cervell, el còrtex cerebral, i la medul·la espinal, que serveixen com a unitats de control i enllaços de comunicació vital entre el sistema nerviós i els músculs voluntaris del cos. Els missatges de les neurones motores cerebrals (anomenades neurones motores superiors) són transmesos a les neurones motores en la medul·la espinal (anomenades neurones motores inferiors) i d'allí a cada múscul en particular. En l'ELA, tant les neurones motores superiors com les inferiors es degeneren o moren i deixen d'enviar missatges als músculs. Impossibilitats de funcionar, els músculs gradualment s'afebleixen i es gasten (atròfia) i es contreuen (fasciculacions). Finalment, es perd la capacitat cerebral per a entaular i controlar el moviment voluntari.
L'ELA ocasiona debilitat en una gamma àmplia de discapacitats. Finalment queden afectats tots els músculs de control voluntari i els pacients perden la seva força i la capacitat de moure els braços, cames i cos. Quan fallen els músculs del diafragma i de la paret toràcica, els pacients perden la capacitat de respirar sense un ventilador o respirador artificial. La majoria de les persones amb ELA moren de fallada respiratòria, generalment entre tres a cinc anys a partir del començament dels símptomes. No obstant això, al voltant del 10 per cent dels pacients amb ELA sobreviuen deu anys o més.
Com que l'ELA afecta únicament les neurones motores, la malaltia no deteriora la ment, personalitat, intel·ligència o memòria de la persona. Tampoc afecta els sentits de la vista, olfacte, gust, oïda o tacte. Els pacients generalment mantenen el control dels músculs dels ulls i de les funcions de la bufeta i els intestins.

## Població afectada
S'estima que hi ha unes 500 persones afectades a Catalunya, 3.000 a tot el territori espanyol i 350.000 a nivell mundial. Cada any es diagnostiquen uns 120.000 casos nous a tot el món.
L’ELA es considerada una malaltia minoritària o rara, donat que la seva prevalença (nombre de persones que pateixen la malaltia) se situa entre 6-8 persones afectades per 100.000 habitants, però no deixen de diagnosticar-se'n casos. La incidència de la malaltia és de 1-3 casos nous per 100.000 habitants per any.
L'ELA és una de les malalties neuromusculars més comunes en el món i afecta persones de totes les ètnies, generalment entre els quaranta i els seixanta anys, però també la poden desenvolupar persones més joves i més velles. Els homes són afectats més sovint que les dones.
En un 90 a 95 per cent de tots els casos d'ELA, la malaltia ocorre aparentment aleatòriament sense cap factor de risc clarament associat. Els pacients no tenen una història familiar de la malaltia i no es considera que els membres de la seva família tinguin un risc major de desenvolupar l'ELA.
Entre el 5 i el 10 per cent dels casos de l'ELA la causa és genètica. La forma familiar de l'ELA generalment resulta d'un patró hereditari que requereix que solament un dels pares dugui el gen responsable de la malaltia. Un 20 per cent de tots els casos familiars resulta d'un defecte genètic específic que duu a la mutació de l'enzim conegut com a superòxid dismutasa 1 (SOD1). Les investigacions sobre aquesta mutació estan proporcionant indicis sobre les possibles causes de la mort de les neurones motores en l'ELA. No tots els casos familiars de l'ELA es deuen a la mutació SOD1; per tant, hi deu haver altres causes genètiques no identificades.

## Simptomatologia
L'inici de l'ELA pot ser tan subtil que sovint es passen per alt els símptomes. Les primeres manifestacions poden incloure contraccions, enrampades o rigidesa dels músculs, debilitat muscular que afecta un braç o una cama, la parla deteriorada o nasal; o dificultat per a mastegar o empassar. Aquestes queixes generalitzades després es converteixen en una debilitat més òbvia o atròfia, que pot dur que el metge sospiti de l'ELA.
Les parts del cos afectades pels primers símptomes de l'ELA depenen de quins músculs del cos es malmeten primer. En alguns casos, els símptomes inicials afecten una de les cames i els pacients experimenten dificultat al caminar o córrer o s'adonen que ensopeguen o trontollen més sovint. Al principi alguns pacients veuen els efectes de la malaltia en una mà o braç quan s'adonen que els costa fer tasques senzilles que requereixen destresa manual com ara botonar-se una camisa, escriure o girar la clau en un pany. Altres pacients noten problemes en parlar.
Encara que en un inici afecti primer una part del cos, en progressar la malaltia, la debilitat muscular i l'atròfia s'estenen a altres parts del cos. Els pacients tenen cada vegada més problemes per a moure's, empassar (disfàgia) i per a parlar o formar paraules (disàrtria). Els símptomes en què intervenen les neurones motores superiors poden ser músculs tensos o rígids (espasticitat) o reflexos exagerats (hiperreflèxia, incloent-hi un reflex superactiu de vòmit. Un reflex anormal comunament anomenat signe de Babinski (el dit gros del peu s'estén cap amunt quan s'estimula de certa manera la planta del peu) també indica dany de les neurones motores superiors. Els símptomes de degeneració de les neurones motores inferiors comprenen debilitat i atròfia muscular, enrampades musculars, i contraccions fugaces dels músculs que poden ser vistes sota la pell (fasciculacions).
Perquè els pacients siguin diagnosticats amb ELA, han de tenir senyals i símptomes de dany de les neurones motores superiors i inferiors que no puguin ser atribuïts a altres causes. La seqüència dels símptomes emergents i la taxa de progressió de la malaltia varien de persona a persona, però finalment els pacients no podran parar-se o caminar, gitar-se o llevar-se sols, o fer servir les seves mans i braços. La dificultat per a engolir i mastegar lesiona l'habilitat del pacient per a menjar normalment i augmenta el risc que s'ennuegui. Mantenir el pes es converteix en un problema. Degut al fet que la malaltia generalment no afecta la seva capacitat cognoscitiva, els pacients s'adonen de la seva pèrdua progressiva de funcions, i es poden angoixar o deprimir-se. Els professionals de la salut han d'explicar el curs de la malaltia i descriure els tractaments disponibles de manera que els pacients puguin prendre decisions informades amb anticipació.
En les etapes posteriors de la malaltia, els pacients tenen dificultat per a respirar perquè els músculs del sistema respiratori s'afebleixen. Finalment els pacients perden la seva capacitat de respirar sols i dependran d'un respirador artificial per a sobreviure. Els pacients també poden enfrontar un risc major de pneumònia durant les etapes posteriors de l'ELA.

## Diagnòstic
No hi ha cap prova que pugui donar un diagnòstic definitiu de l'ELA, encara que la presència de senyals de deterioració de les neurones motores superiors i inferiors en una sola extremitat constitueix una forta indicació. El diagnòstic de l'ELA està basat primordialment en els símptomes i senyals que el metge observa en el pacient i en una sèrie de proves que descarten altres malalties. Els metges obtenen l'historial mèdic complet i generalment fan un examen neurològic a intervals regulars per a avaluar si els símptomes com la debilitat muscular, atròfia muscular, hiperreflèxia, i espasticitat s'estan empitjorant progressivament.
Com que els símptomes de l'ELA poden ser similars als d'una gran varietat d'altres malalties o trastorns més fàcils de tractar, cal fer els exàmens apropiats per a descartar la possibilitat d'altres malalties. Una d'aquestes proves és l'electromiografia (EMG), una tècnica especial de registre que detecta l'activitat elèctrica en els músculs. Algunes de les troballes de l'EMG poden donar suport el diagnòstic de l'ELA. Una altra prova comuna amida la velocitat de conducció dels nervis. Anormalitats específiques en els resultats d'aquesta prova poden suggerir, per exemple, que el pacient té un tipus de neuropatia perifèrica (dany als nervis perifèrics) o miopatia (malaltia muscular) en comptes de l'ELA. El metge pot ordenar una ressonància magnètica nuclear, un procediment no invasiu que utilitza un camp magnètic i ones de ràdio per a fer imatges detallades del cervell i de la medul·la espinal. Encara que sovint els exàmens de ressonància magnètica són normals en pacients amb ELA, és possible que revelin problemes que puguin estar causant els símptomes, com ara un tumor en la medul·la espinal, un disc herniat en el coll, una siringomièlia, o espondilosi cervical.
D'acord amb els símptomes del pacient i els resultats de l'examen mèdic i d'aquestes proves, el metge pot ordenar exàmens de sang i orina per a eliminar la possibilitat d'altres malalties així com exàmens de laboratori de rutina. En alguns casos, per exemple, si el metge sospita que el pacient té una miopatia en comptes de l'ELA, és possible que es demani una biòpsia muscular.
En alguns casos, les malalties infeccioses com ara les causades pel virus d'immunodeficiència humà (VIH) o el virus de la leucèmia de cèl·lules T humana, o la malaltia de Lyme poden causar símptomes similars a l'ELA. Trastorns neurològics com ara l'esclerosi múltiple, la síndrome post-polio, la neuropatia motora multifocal, o l'atròfia muscular espinal també poden imitar certes facetes de la malaltia i han de ser considerades pels metges que intenten fer un diagnòstic.
A causa del pronòstic que duu aquest diagnòstic i la varietat de malalties o trastorns que poden semblar-se a l'ELA en les seves etapes primerenques, és possible que els pacients desitgin una segona opinió neurològica.

## Causes
No es coneixen les causes de l'ELA i encara no se sap per què ataca a unes persones i a unes altres no. Un important avenç per a respondre a aquesta pregunta es va produir el 1993 quan científics de l'Institut Nacional de Trastorns Neurològics i Accidents Cerebrovasculars (NINDS, de l'anglès National Institute of Neurological Disorders and Stroke) dels Estats Units van descobrir que les mutacions del gen que produeix l'enzim del SOD1 estaven associades amb alguns casos de l'ELA familiar. Aquest enzim és un antioxidant poderós que protegeix el cos del dany causat pels radicals lliures. Els radicals lliures són molècules molt inestables produïdes per les cèl·lules durant el metabolisme normal. Si no es neutralitzen, els radicals lliures poden acumular-se i causar danys aleatoris a l'ADN i a les proteïnes en les cèl·lules. Encara que no és clar com la mutació del gen SOD1 duu a la degeneració de les neurones motores, s'ha suggerit que una acumulació de radicals lliures pot resultar d'un mal funcionament d'aquest gen. En suport d'aquesta teoria, els estudis en animals mostren que la degeneració de les neurones motores i els dèficits en el funcionament motor acompanyen la presència d'una mutació de l'SOD1.
Els estudis també s'han concentrat en el paper del glutamat en la degeneració de les neurones motores. El glutamat és un dels missatgers químics o neurotransmissors en el cervell. S'ha descobert que els pacients amb ELA tenen nivells més alts del glutamat en el sèrum i en el líquid cefalorraquidi (al voltant de la medul·la espinal) que les persones sanes. Estudis de laboratori han demostrat que les neurones comencen a morir-se quan estan exposades per llargs períodes a quantitats excessives de glutamat. Caldrà comprendre quins mecanismes duen a una acumulació innecessària del glutamat en el líquid cefalorraquidi i com aquest desequilibri pot contribuir al desenvolupament de l'ELA
S'ha suggerit que les respostes autoimmunitàries que ocorren quan el sistema immunitari del cos ataca les cèl·lules normals, poden ser una causa de la degeneració de les neurones motores en l'ELA. Alguns científics tenen la teoria que els anticossos poden causar danys directament o indirecta i afectar la funció de les neurones motores, tot interferint amb la transmissió dels senyals entre el cervell i els músculs.
En la recerca de la causa de l'ELA, també s'han estudiat els factors ambientals com ara l'exposició a agents tòxics o infecciosos. Un altre estudi ha examinat el possible paper de la deficiència dietètica o del trauma. No obstant això, no hi ha suficients proves per considerar aquests factors com a causes de l'ELA.
Les investigacions futures poden demostrar que molts factors, incloent una predisposició genètica, poden estar involucrats en el desenvolupament de l'ELA.

## Tractament
Fins ara no s'ha trobat cap tractament curatiu per a l'ELA. No obstant això, l'Administració d'Aliments i Drogues (FDA) ha aprovat el primer tractament de medicaments per a la malaltia (Rilutek). Es creu que el riluzole redueix el dany a les neurones motores en disminuir l'alliberament del glutamat. Els assajos clínics amb pacients amb l'ELA mostren que el riluzole allarga la supervivència en diversos mesos, especialment en aquells amb dificultat per a empassar. El medicament també perllonga el temps abans que el pacient necessiti usar un respirador artificial. El riluzole no reverteix el dany ja fet a les neurones motores i s'ha de vigilar als pacients que prenen aquest medicament perquè no es provoqui dany al fetge o altres efectes secundaris possibles. No obstant això, aquesta primera teràpia específicament per a la malaltia ofereix esperança de què algun dia es pugui disminuir l'avanç de l'ELA amb nous fàrmacs o combinacions de medicaments.
Altres tractaments per a l'ELA estan destinats a alleujar els símptomes i a millorar la qualitat de la vida dels pacients. És millor que aquesta cura de suport sigui atorgat per equips de professionals de la salut de diverses disciplines com mèdics, farmacèutics, fisioterapeutes, terapeutes ocupacionals, logopedes, nutricionistes, treballadors socials, i infermeres que atorguen cuidats en la casa i en els hospicis. En treballar amb els pacients i les persones que els cuiden, aquests equips poden dissenyar un pla individualitzat de teràpia mèdica i física i proporcionar equips especials per a mantenir als pacients el més mòbils i còmodes possibles.
Els metges poden receptar medicaments per a ajudar a reduir la fatiga, disminuir les enrampades musculars, controlar l'espasticitat, i reduir l'excés de saliva i flegma. També hi ha medicaments disponibles per a ajudar els pacients amb el dolor, la depressió, problemes per a dormir, i la constipació. Els farmacèutics poden aconsellar sobre l'ús de medicaments i vigilar les prescripcions del pacient per a evitar el risc d'interaccions perilloses entre els medicaments.
La fisioteràpia i els equips especials poden millorar la independència i seguretat dels pacients en el transcurs de l'ELA. L'exercici aeròbic moderat de baix impacte, com caminar, nedar, o caminar en una bicicleta estacionària, pot enfortir els músculs no afectats, millorar la salut cardiovascular, i ajudar els pacients a combatre la fatiga i la depressió. Els exercicis per a millorar l'abast del moviment i la flexibilitat (estiraments) poden prevenir l'espasticitat i l'acurtiment (contractura) dels músculs, que són molt dolorosos. Els fisioterapeutes poden recomanar exercicis que proporcionin aquests beneficis sense esforçar massa als músculs. Els |terapeutes ocupacionals poden suggerir aparells com rampes, aparells ortopèdics, caminadors, i cadires de rodes que poden ajudar els pacients a conservar la seva energia i mantenir-se mòbils.
Els pacients amb ELA que tenen dificultat per a parlar es poden beneficiar treballant amb un logopeda. Aquests professionals de la salut poden ensenyar als pacients estratègies d'adaptació, com tècniques per a ajudar-los a parlar més alt i amb més claredat. En progressar la malaltia, els terapeutes de la parla poden ajudar els pacients a desenvolupar maneres de contestar preguntes de manera afirmativa o negativa amb els seus ulls, o per altre mitjà no verbal, i poden recomanar equips com els sintetitzadors del parla i sistemes de comunicació utilitzant ordinadors. Aquests mètodes i aparells poden ajudar que els pacients es comuniquin quan ja no poden parlar ni produir sons vocals.
Els pacients i els seus cuidadors poden aprendre dels logopedes i dels nutricionistes com planificar i preparar diversos menjars petits al llarg del dia que proporcionin suficients calories, fibra i líquids, i com evitar menjars que siguin difícils d'empassar. Els pacients poden començar a usar aparells de succió per a remoure l'excés de líquid o de saliva i evitar que s'ofeguin. Quan els pacients ja no poden obtenir suficient aliment menjant, els metges poden aconsellar que s'introdueixi un tub d'alimentació en l'estómac. L'ús d'un tub d'alimentació també disminueix el risc d'ennuegament i de pneumònia que pot resultar a l'aspirar els líquids dintre dels pulmons. El tub no és dolorós i no impedeix que els pacients s'alimentin oralment si ho desitgen.
Quan els músculs que ajuden en la respiració s'afebleixen, es pot usar assistència nocturna de ventilació (ventilació amb pressió positiva intermitent IPPV, per les seves sigles en anglès] o pressió positiva de doble nivell en les vies respiratòries BIPAP, per les seves sigles en anglès]) per a ajudar a la respiració quan el pacient està dormit. Aquests aparells inflen artificialment els pulmons del pacient mitjançant diverses fonts externes que s'apliquen directament sobre la cara o el cos. Quan els músculs ja no poden mantenir els nivells d'oxigen i de diòxid de carboni, es poden utilitzar aquests aparells tot el temps.
Eventualment, els pacients poden considerar formes de ventilació mecànica (respiradors) en les quals una màquina infla i desinfla els pulmons. Perquè siguin efectius, pot ser necessari l'ús d'un tub que passa del nas o la boca cap a la tràquea i, en cas de necessitar-lo per llarg temps, una operació com una traqueotomia en la qual s'introdueix un tub plàstic per a respirar directament en la tràquea del pacient a través d'una obertura en el coll. Els pacients i les seves famílies han de considerar diversos factors al decidir si van a usar una d'aquestes opcions i quan. Els aparells de ventilació difereixen en el seu efecte sobre la qualitat de vida del pacient i en el seu cost. Encara que l'ús d'un respirador pot alleujar els problemes respiratoris i perllongar la supervivència, el seu ús no afecta la progressió de l'ELA. Els pacients necessiten estar totalment informats sobre aquestes consideracions i els efectes a llarg termini d'una vida d'immobilitat abans de prendre una decisió sobre l'ús d'un respirador.
Els treballadors socials i les infermeres de cura a casa o en els hospicis poden ajudar els pacients, a les seves famílies i a qui els cuiden amb els desafiaments mèdics, emocionals i financers que confronten en la cura de l'ELA, especialment en les etapes finals de la malaltia. Els treballadors socials poden assistir a obtenir ajuda financera, a fer arranjaments per a redactar un poder o mandat per al període d'incapacitat, en la preparació d'un document de voluntats anticipades, o a trobar grups de suport per als pacients i els seus cuidadors. Les infermeres de cura a casa no estan només per a donar cures mèdiques sinó també per a ensenyar a les persones encarregades de cuidar als pacients, tasques com el manteniment dels respiradors, com es realitza l'alimentació per tub i com es mou als pacients per a evitar problemes dolorosos de la pell i contractures. Les infermeres d'hospici a casa treballen en consulta amb els metges per a assegurar una medicació adequada, control del dolor i altres cures que afecten la qualitat de vida dels pacients que desitgin romandre en les seves cases. L'equip de l'hospici que ve a la casa també pot aconsellar als pacients i als seus cuidadors sobre assumptes relacionats amb la finalitat de la vida.

## Investigacions actuals
Els científics estan provant de comprendre els mecanismes que desencadenen que certes neurones motores degenerin en l'ELA i de trobar enfocaments eficaços per a detenir el procés que duu a la mort cel·lular. Aquest treball inclou estudis en animals per a identificar els mitjans pels quals les mutacions de l'SOD1 duen a la destrucció de les neurones. També s'està estudiant de prop l'acumulació excessiva de radicals lliures, que ha estat implicada en diverses malalties neurodegeneratives incloent l'ELA. A més, els investigadors estan examinant com la pèrdua de factors neurotròfics pot estar involucrada en l'ELA. Els factors neurotròfics són químics que es troben en el cervell i la medul·la espinal que ocupen un paper vital en el desenvolupament, l'especificació, el manteniment i la protecció de les neurones. L'estudi com aquests factors es poden perdre i com aquesta pèrdua pot contribuir a la degeneració de les neurones motores pot dur a un millor enteniment de l'ELA i al desenvolupament d'estratègies neuroprotectores. Examinant aquest i altres factors possibles, els investigadors esperen trobar la causa o causes de la degeneració de les neurones motores en l'ELA i desenvolupar teràpies que aturin el progrés d'aquesta malaltia.
Els investigadors també estan realitzant investigacions per a augmentar el seu enteniment del rol en l'ELA de la mort cel·lular programada o apoptosi. En els processos fisiològics normals, l'apoptosi actua com un mitjà per a eliminar aquelles cèl·lules corporals que ja no són necessàries, fent que cometin un "suïcidi cel·lular". Es creu que els factors tròfics controlen el balanç crític entre la mort cel·lular necessària i el manteniment de les cèl·lules essencials. L'apoptosi també és un factor reconegut en altres malalties neurodegeneratives a més de l'ELA, com la malaltia de Parkinson i l'Alzheimer, i es creu que és una de les causes principals del dany cerebral secundari que es veu després d'una apoplexia o trauma. Descobrir el que desencadena l'apoptosi pot eventualment dur a intervencions terapèutiques per a l'ELA i altres malalties neurològiques.
Els científics encara no han identificat un marcador biològic confiable per a l'ELA, és a dir, una anormalitat bioquímica compartida per tots els pacients amb la malaltia. Una vegada s'hagi descobert el biomarcador en qüestió i s'hagin desenvolupat les proves per a detectar el marcador en els pacients permetent una detecció i diagnòstic primerenc de l'ELA, els metges tindran una eina valuosa que els ajudarà a seguir els efectes de les teràpies noves i vigilar el progrés de la malaltia.
S'estan estudiant famílies amb ELA que no tenen la mutació SOD1 per a localitzar gens addicionals que causen la malaltia. La identificació de gens addicionals de l'ELA permetrà realitzar proves genètiques que serveixin per a la confirmació d'un diagnòstic de l'ELA i per a una detecció prenatal de la malaltia. Aquest treball amb l'ELA familiar també pot dur a un enteniment major de l'ELA esporàdica. Degut al fet que l'ELA familiar és gairebé clínicament indistingible de l'esporàdica, alguns investigadors creuen que els gens de l'ELA familiar també poden estar involucrats en les manifestacions de la forma més comuna de l'ELA esporàdica. Els científics igualment esperen identificar els factors de risc genètic que predisposen a les persones a l'ELA esporàdica.
S'estan investigant les teràpies potencials per a l'ELA en models animals. Part d'aquest treball involucra tractaments experimentals amb el SOD1 normal i altres antioxidants. A més s'estan estudiant els factors neurotròfics per a determinar el seu potencial per a protegir a les neurones motores de degeneració patològica. Els investigadors estan optimistes que aquestes i altres investigacions bàsiques eventualment duran a tractaments per a l'ELA.